# Руде право
Вестник „Руде право“ (на чешки: Rudé právo – „Червено право“) е вестник, печатен орган на бившата Чехословашка комунистическа партия (ЧКП).
Първият брой излиза на 21 септември 1920 година, която дата по-късно в ЧССР се отбелязва като Ден на печата, радиото и телевизията. Продължава да излиза и понастоящем под името „Право“ (Právo).
Основана е от ЧКП при разкола между социалдемократите и комунистите. През 1920-те – 1930-те години излиза в условия на най-строга цензура. След вливането на Чехословашката социалдемократическа партия в ЧКП през 1948 година той се слива със социалдемократическия вестник „Право лиду“ (Právo lidu), като обединеното издание също носи името „Руде право“. Става главен вестник в страната и тиражът му достига до 2 милиона броя.
На 18 септември 1995 година вестникът е преименуван на „Право“.